# Безобразов, Пётр Алексеевич
Пётр Алексе́евич Безобра́зов (25 января 1845 — 17 июля 1906) — российский вице-адмирал.

## Биография
Родился 25 января 1845 года; происходил из дворянского рода Безобразовых.
Окончил Морской корпус с производством 19 апреля (1 мая) 1864 года в гардемарины. В 1864—1866 годах ходил в Атлантический океан на фрегате «Дмитрий Донской».
19 июля 1866 года произведён в чин мичмана. 9 февраля 1870 года произведён в чин лейтенанта. 20 октября (1 ноября) 1873 года назначен старшим офицером корвета «Гиляк». 1 января 1880 года произведён в чин капитан-лейтенанта. C 12 июля 1880 по 1 мая 1881 года служил на коммерческих судах. 26 июня 1881 года назначен старшим офицером корвета «Богатырь». В должности командир транспорта Доброфлота «Ярославль» осуществлял перевозку войск на Чёрном море.
9 апреля 1883 года назначен старшим офицером фрегата «Светлана», на котором совершил плавание из Кронштадта в Средиземное море. 26 февраля 1885 года произведён в чин капитана 2-го ранга. В 1885—1888 годах командовал канонерскими лодками «Туча» и «Гроза», шхуной «Компас» и участвовал в гидрографических промерах Абосских шхер. В 1888—1890 годах командовал клипером «Крейсер» в составе эскадры Тихого океана. В 1889 году награждён португальским орденом Святого Бенедикта Ависского командорского креста.
1 января 1890 года произведён в чин капитана 1-го ранга и в том же году награждён орденом Св. Владимира 4-й степени с бантом за 25 лет выслуги. В 1891—1892 годах заведовал миноносками и их командами в Балтийском море. 5 апреля 1892 года назначен командиром крейсера «Генерал-Адмирал», на котором участвовал в заграничном плавании русской эскадры в США на церемонию открытия Всемирной Чикагской Выставке. В марте-мае 1893 года составе международной эскадры наносит визиты в порты восточного американского побережья. 12 июля 1893 года назначен командиром 9-го флотского экипажа и эскадренного броненосца «Наварин». В 1894 году награждён орденом Св. Владимира 3-й степени. В 1896 году награждён серебряной медалью «В память Царствования Императора Александра III». 13 апреля 1897 года произведён «за отличие» в чин контр-адмирала, в том же году награждён бронзовой медалью «За труды понесенные при проведении 1-й всероссийской переписи» и черногорским орденом Князя Даниила 2-й степени. 8 августа 1897 года назначается «заведующим по применению нефтяного отопления на судах флота». В следующем году награждён серебряной медалью «В память Священного Коронования Их Императорских Величеств».
С 4 октября 1898 года назначен начальником штаба Кронштадтского порта. 9 апреля 1900 года награждён орденом Св. Станислава 1-й степени, в том же году награждён японским орденом Восходящего солнца 2-й степени.
В 1901—1903 годах занимал должность младшего флагмана Черноморской флотской дивизии. В 1901 году награждён болгарским орденом «За военные заслуги» 1-й степени и румынским орденом Короны большого креста. 6 апреля 1903 года награждён орденом Св. Анны 1-й степени. 1 января 1904 года произведён в чин вице-адмирала.
19 апреля 1904 года назначен командующим 1-й эскадрой флота Тихого океана, которая базировалась в Порт-Артуре. Однако ко времени его прибытия на Дальний Восток Порт-Артур был уже осаждён с суши и с моря, поэтому Безобразов прибыл во Владивосток. С 31 мая по 7 июня 1904 года лично командовал отрядом крейсеров Владивостокской бригады («Россия», «Громобой» и «Рюрик») в боевом походе. 2 июня в Корейском проливе потопил три транспорта с войсками, лошадьми и железнодорожными материалами. На обратном пути был досмотрен ряд кораблей и вблизи островов Оки был задержан и с призовой командой отправлен во Владивосток Великобритания английский пароход «Аллантон».
С 15 по 18 июня под флагом П. А. Безобразова проведён второй поход отряда крейсеров к островам  Дажелет и Окиносима. При возвращении отряд безрезультатно преследовала японская эскадра вице-адмирала Камимуры, 11 миноносцев из её состава выходили в минную атаку на крейсера, но были отогнаны артиллерийским огнём (русские полагали потопленными 1 или 2 миноносца, японцы потери не признали). Кроме того, на обратном пути был задержан английский пароход «Cheltenham», доставленный во Владивосток призовой командой. Награждён орденом Св. Владимира 2-й степени с мечами.
27 сентября 1904 года назначен старшим флагманом Балтийского флота, а 29 ноября — исполняющим обязанности начальника Главного морского штаба на время отсутствия З. П. Рожественского. В 1906 году являлся членом коллегии военно-морского суда, разбиравшей дело о сдаче миноносца «Бедовый».
Пётр Алексеевич Безобразов умер 17 июля 1906 года в Петербурге. Был похоронен на Новодевичьем кладбище; могила утрачена.